# 嶋田健作
嶋田 健作（しまだ けんさく、1976年 - ）は、日本の実業家、エンジニア。室蘭工業大学を卒業後、半導体開発などを経て2001年に株式会社ライブドアに入社。その後、データセンター事業、アプライアンス事業、IP電話事業などのエンジニアを経て、データセンター事業の事業責任者に就任した。2012年にNHN Japan株式会社（現LINE株式会社）の子会社として、株式会社データホテル代表取締役社長に就任。その後、EC事業会社などと合併したテコラス株式会社（現、NHNテコラス株式会社）代表取締役社長としてネットワークからクラウドまで幅広い事業を展開したのちに、2015年に退任した。NHNテコラス株式会社特別顧問の他、日本MSP協会理事などを歴任している。

## 経歴
- 1995年 北海道北広島高等学校 卒業
- 2000年 室蘭工業大学工学部　卒業
- 2000年 株式会社オン・ザ・エッヂ 入社
- 2007年 株式会社ライブドア設立後、ライブドア執行役員ネットワーク事業部技術担当 就任
- 2008年 ライブドア執行役員ネットワーク事業部 事業部長 就任
- 2012年 株式会社データホテル代表取締役社長
- 2014年 テコラス株式会社（現 NHNテコラス株式会社）代表取締役社長 就任
- 2015年 NHNテコラス株式会社 代表取締役社長を退任。同社特別顧問就任。
- 2016年 株式会社オルトプラス最高技術責任者 就任。
- 2019年 株式会社コミュニティオ代表取締役社長